# Eleições federais no Canadá em 2025
As eleições federais no Canadá em 2025 ocorreram em 28 de abril de 2025. Os eleitores escolheram os 343 membros da Câmara dos Comuns, os quais elegem Primeiro-ministro. O atual governante Mark Carney, que era candidato à reeleição, viu o pleito de forma apertada. O Partido Liberal, liderado por Carney, que governa o país desde 2015, se manterá no poder com um governo minoritário. Na oposição, o maior partido é o Partido Conservador, chefiado por Pierre Poilievre.
Os principais tópicos da campanha eleitoral foram moradia, a situação econômica, crime nas cidades, imposto industrial sobre carbono e, principalmente, tarifas e ameaças de anexação do presidente dos Estados Unidos, Donald Trump.

## Contexto

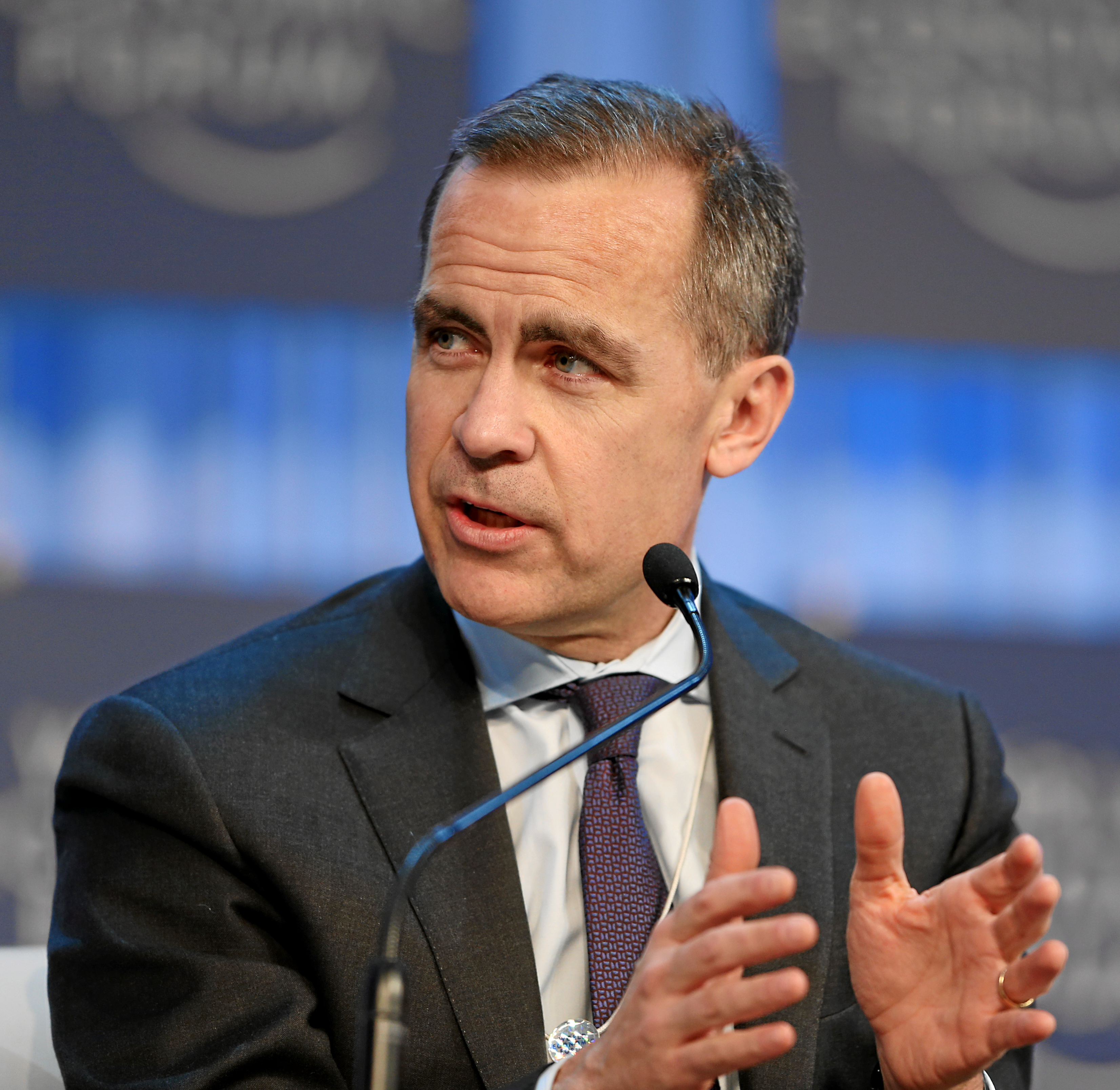
Mark Carney assumiu o cargo de primeiro-ministro em março de 2025, vencendo a eleição um mês depois.

As eleições gerais realizadas em 2021 registraram poucas mudanças se comparadas com o pleito anterior, ocorrido em 2019. O Partido Liberal, liderado pelo primeiro-ministro Justin Trudeau, conquistou a maioria relativa dos assentos, mas perdeu no voto popular. O Partido Conservador ficou em segundo lugar, embora tenha vencido no voto popular. Em março de 2022, o Novo Partido Democrático (NDP) chegou a um acordo com os liberais, no qual fornecia apoio ao governo em troca de certas concessões em termos de políticas públicas. O acordo durou até sua rescisão por parte do NDP.
O governo Trudeau mergulhou em uma crise política em dezembro de 2024, quando a ministra das Finanças, Chrystia Freeland, renunciou abruptamente, argumentando opor-se à política fiscal. Líderes do partido continuaram questionando a liderança de Trudeau, algo que ocorria desde outubro. Em 22 de dezembro, 21 parlamentares liberais pediram publicamente a renúncia do primeiro-ministro. No início de janeiro, Trudeau renunciou e eleições internas foram convocadas, as quais foram vencidas por Mark Carney, ex-governador do Banco do Canadá. Em 14 de março, Carney foi empossado primeiro-ministro e convocou eleições antecipadas em 23 de março.

## Sistema eleitoral
O sistema eleitoral do Canadá adota o voto distrital, no qual todos os 343 membros da Câmara dos Comuns são eleitos por maioria simples em distritos. O partido que conquista mais assentos forma o governo, sendo que seu líder se torna primeiro-ministro. O maior partido em número de assentos que não seja o governo ou parte de uma coalizão governamental torna-se a Oposição Oficial, o que lhe confere mais recursos financeiros e privilégios do que os de outros partidos oposicionistas.
Os distritos eleitorais são distribuídos dentre as províncias e territórios de acordo com suas populações. A revisão do número de parlamentares e as configurações dos distritos ocorre a cada dez anos, após a conclusão do censo demográfico. Para 2025, foi estabelecida a seguinte divisão de parlamentares por subdivisão:
| Província / território   | Cadeiras |  |
| ------------------------ | -------- |  |
| Ontário                  | 122      |  |
| Quebec                   | 78       |  |
| Colúmbia Britânica       | 43       |  |
| Alberta                  | 37       |  |
| Manitoba                 | 14       |  |
| Saskatchewan             | 14       |  |
| Nova Escócia             | 11       |  |
| Novo Brunswick           | 10       |  |
| Terra Nova e Labrador    | 7        |  |
| Ilha do Príncipe Eduardo | 4        |  |
| Territórios do Noroeste  | 1        |  |
| Nunavut                  | 1        |  |
| Yukon                    | 1        |  |

## Pesquisas de opinião

Pesquisas de opinião desde a convocação das eleições gerais entre 23 de março de 2025 até 27 de abril.

Pesquisas de opinião de setembro de 2021, após a eleição, até abril de 2025. O Partido Liberal aparecia quase vinte pontos atrás, de média, do Partido Conservador. Contudo, após os ataques de Donald Trump contra o Canadá e sua guerra tarifária no começo de 2025, os Liberais conseguiram capitalizar no descontentamento popular e os ajudaram a vencer de forma contundente, apesar da impopularidade de Justin Trudeau.

## Partidos e líderes

O resultado da eleição de 2025.

| Partido | Partido | Partido                  | Ideologia e plataforma    | Lema eleitoral                                  | Líder                            |
| ------- | ------- | ------------------------ | ------------------------- | ----------------------------------------------- | -------------------------------- |
|         |         | Partido Liberal          | Centro a centro-esquerda. | Canadá forte                                    | Mark Carney                      |
|         |         | Partido Conservador      | Centro-direita.           | Canadá primeiro – para fazer a diferença        | Pierre Poilievre                 |
|         |         | Bloco Quebequense        | Centro-esquerda.          | Eu escolho Quebec                               | Yves-François Blanchet           |
|         |         | Novo Partido Democrático | Esquerda.                 | Nisso por você                                  | Jagmeet Singh                    |
|         |         | Partido Verde            | Esquerda.                 | Vote pela mudança                               | Elizabeth May Jonathan Pedneault |
|         |         | Partido Popular          | Direita.                  | Ideias que colocam as pessoas em primeiro lugar | Maxime Bernier                   |